# 基塞利夫卡 (諾夫霍羅德-錫韋爾斯基區)
52°3′52″N 33°15′31″E / 52.06444°N 33.25861°E
基塞利夫卡（羅馬化：Kyselivka）是烏克蘭的村落，位於該國北部切爾尼戈夫州，由諾夫霍羅德-錫韋爾斯基區負責管轄，處於羅馬河畔，面積0.17平方公里，海拔高度129米，2001年人口35。